# BLOODY STREAM
「BLOODY STREAM」（ブラッディストリーム）は、Coda（小田和奏）のシングル。2013年1月30日にワーナー・ホーム・ビデオから発売された。

## 概要
表題曲「BLOODY STREAM」は、テレビアニメ『ジョジョの奇妙な冒険』Part2 戦闘潮流のオープニングテーマに起用された。ディスクジャケットには、『戦闘潮流』の主人公ジョセフ・ジョースターが描かれている。
アニメシリーズのプロデューサー・大森啓幸は、1部のOPを全力で作ってしまったため「『その血の運命』と同等以上のものを作るにはどうすればいいのかと。公平さんと肩を並べて熱くやってくれる人は誰だということで、悩んだ末に大森俊之さんにお願いしたいと考えてお願いしました。8年ぶりくらいに突然携帯を鳴らして、「ご無沙汰しています、大森です！あのときはお世話になりました！突然ですが一曲お願いします」と（笑）。『ジョジョ』のタイトル言う前にふたつ返事で「いいよ」と言ってくださったのがとってもうれしかったことを覚えています。」と語っている。
また歌唱を担当したCodaこと小田和奏を起用した経緯については、「ちょっとやんちゃで斜に構えた人が欲しかったんですよね。そういうざっくりした話をしていたら、俊之さんがよくお世話になるマスタリングのエンジニアの人に「じゃあこの子どう？」って言われたのが小田和奏さんだったんですよね」と語る。

## 収録曲
1. BLOODY STREAM [4:21]
  - 作詞：こだまさおり、作曲・編曲：大森俊之
  - テレビアニメ『ジョジョの奇妙な冒険』Part2 戦闘潮流オープニングテーマ[15]
  - エモーショナルかつオシャレなスタイリッシュな曲[16]。
2. BLOODY STREAM（ORIGINAL KARAOKE）